# Brianna Ford
Brianna Ford (* 13. Juli 2002) ist eine US-amerikanische Volleyballspielerin.

## Karriere
Ford spielte von 2020 bis 2025 an der University of Texas at Arlington. 2025 wurde die Diagonalspielerin vom deutschen Bundesligisten USC Münster verpflichtet.